# افشین یداللهی
افشین یداللهی (زادهٔ ۲۱ دی ۱۳۴۷ – درگذشتهٔ ۲۵ اسفند ۱۳۹۵) ترانه‌سرا و روان‌پزشک اهل ایران بود.
پدر افشین یداللهی از اهالی ایزدخواست بوده است و مادر وی نیز اهل اسفرجان است.

## ترانه‌سرایی

### آغاز
او فعالیت‌های حرفه‌ای ترانه‌سرایی خود را در سال ۱۳۷۶ در سازمان صدا و سیما آغاز کرد. نخستین ترانه‌های وی با آهنگسازی فؤاد حجازی و شادمهر عقیلی و با خوانندگی خشایار اعتمادی اجرا می‌شد. از جمله ترانهٔ «از فارس تا خزر »

### تیتراژ برنامه‌های تلویزیونی
یداللهی برای تیتراژ بسیاری از سریال‌های تلویزیونی، ترانه‌هایی سرود. سریال‌هایی چون: شب آفتابی، مسافری از هند، خوش‌رکاب، فقط به خاطر تو، کمکم کن، سریال غریبانه، شب دهم، خط شکن، میوهٔ ممنوعه، مدار صفر درجه، تبریز در مه و معمای شاه.

### خانه ترانه
یداللهی چندین سال بود که ادارهٔ انجمنی به نام «خانهٔ ترانه» را برعهده داشت. خانهٔ ترانه در سال ۱۳۸۰ با همکاری ترانه‌سرایانی از قبیل عباس سجادی، سعید امیر اصلانی، بابک صحرایی، یغما گلرویی، افشین سیاهپوش، نیلوفر لاری‌پور، محمدرضا حبیبی و افشین یداللهی راه‌اندازی شد. این جلسات به خواندن ترانه، نقد ترانه و جلسات کارگاهی اختصاص می‌یافت. جلسات خانه ترانه سپس به فرهنگسرای قانون و پس از آن به فرهنگسرای شفق و فرهنگسرای ارسباران انتقال یافت.
در طی سال‌های گذشته به‌تدریج ترانه‌سراهای مؤسس خانهٔ ترانه به دلایل مختلفی از آن جدا شدند و افشین یداللهی تنها فرد باقی‌مانده از هیئت مؤسس این انجمن بود که بعد از این اتفاق، همچنان اداره خانه ترانه را بر عهده داشت.
جلسات خانه ترانه در فرهنگسرای شفق از کم اثرترین جلسات اجرایی بود. مکان اجرایی خانه ترانه در گذر زمان دستخوش تغییراتی بوده است.
از ترانه‌سرایان قدیمی در خانه ترانه می‌توان به اسامی: اکبر احمدی، نادر بختیاری، مونا برزویی، ساناز صفایی، علیرضا سلیمانی، روزبه بمانی، مهدی ایوبی، سیامک رجاور، فروه مخصوص، بامداد بامداد، کوروش سمیعی، سعید کریمی، صابر قدیمی، سجاد میرزاخانی، میثاق جوهری، علی ایلیا، وحید عربانی، مهسا سماواتی، المیرا آقازاده، نیما کوکلانی، میثم یوسفی و بسیاری دیگر از اعضای قدیمی انجمن اشاره کرد.

## درگذشت
افشین یداللهی بامداد چهارشنبه ۲۵ اسفند ۱۳۹۵ در مسیر بازگشت از هشتگرد به سمت تهران به دلیل برخورد شدید یک دستگاه کامیون با خودرویش، به شدت مجروح شده و در بیمارستان امام جعفر صادق شهر هشتگرد درگذشت. در این حادثه همسر و برادر همسرش بر اثر جراحت در بیمارستان بستری شدند. وی روز جمعه ۲۷ اسفند ۱۳۹۵ در قطعه هنرمندان بهشت زهرا دفن شد.
شبنم رحمتیان، همسر وی، پس از ۱۵ روز بستری بودن در بیمارستان، صبح روز پنجشنبه ۱۰ فروردین ۱۳۹۶ درگذشت.

## آثار ادبی
از افشین یداللهی پنج مجموعه شعر به نام‌های «روزشمار یک عشق»، «امشب کنار غزل‌های من بخواب»، «جنون منطقی»، «حرف‌هایی که باید می‌گفتم و… تو باید می‌شنیدی» و «مشتری میکده‌ای بسته» به جا مانده است.

## جایزه افشین یداللهی
نخستین دوره جایزه افشین یداللهی با انتخاب بهترین‌های ترانه و موسیقی در سال ۹۶ برگزار شد. مراسم اعطای جوایز نخستین دوره جایزه ترانه افشین یداللهی به همت خانه ترانه و موسسه انتشارات نگاه پانزدهم بهمن ماه ۹۶ در تالار ایوان شمس برگزار شد.این جایزه هرسال به همت خانه ترانه در بهمن ماه برگزار می‌شود

### مجموعه اشعار
| سال  | نام کتاب                                  | ناشر(ها)      | توضیحات |
| ---- | ----------------------------------------- | ------------- | ------- |
| ۱۳۹۴ | روزشمار یک عشق                            | انتشارات نگاه |         |
| ۱۳۹۴ | امشب کنار غزل‌های من بخواب                 | انتشارات نگاه |         |
| ۱۳۹۴ | مشتری میکده‌ای بسته                        | انتشارات نگاه |         |
| ۱۳۹۳ | جنون منطقی                                | انتشارات نگاه |         |
| ۱۳۹۳ | حرف‌هایی که باید می‌گفتم و… تو باید می‌شنیدی | انتشارات نگاه |         |

## ترانه‌شناسی
| شماره | نام                                       | سراینده        | خواننده           | مدت   |
| ----- | ----------------------------------------- | -------------- | ----------------- | ----- |
| ۱.    | «شب آفتابی»                               | افشین یداللهی  | محمد اصفهانی      | ۴:۰۵  |
| ۲.    | «وطنم ای شکوه پابرجا» (سریال تبریز در مه) | افشین یداللهی  | سالار عقیلی       | ۴:۲۷  |
| ۳.    | «مدار صفر درجه» (سریال مدار صفر درجه)     | افشین یداللهی  | علیرضا قربانی     | ۲:۴۴  |
| ۴.    | «اهل جنون» (سریال سال‌های ابری)            | افشین یداللهی  | علیرضا قربانی     | ۲:۵۵  |
| ۵.    | «جان من فدای ایران» (سریال معمای شاه)     | افشین یداللهی  | سالار عقیلی       | ۴:۱۷  |
| ۶.    | «چه کردی» (سریال شهرزاد)                  | افشین یداللهی  | امین بانی         | ۳:۰۱  |
| ۷.    | «وقتی میای (بازخوانی)»                    | اردلان سرافراز | افشین یداللهی     | ۴:۱۷  |
| ۸.    | «میوه ممنوعه» (سریال میوه ممنوعه)         | افشین یداللهی  | احسان خواجه امیری | ۲:۳۰  |
| ۹.    | «ایران من»                                | افشین یداللهی  | محمد معتمدی       | ۳:۱۴  |
| ۱۰.   | «کنار تو»                                 | افشین یداللهی  | معین              | ۴:۱۲  |
| ۱۱.   | «دیوونگی نکن»                             | افشین یداللهی  | معین              | ۴:۰۲  |
| ۱۲.   | «سقف»                                     | افشین یداللهی  | محمد اصفهانی      | ۴:۴۷  |
| ۱۳.   | «عقل و جنون» (سریال شب دهم)               | افشین یداللهی  | علیرضا قربانی     | ۲:۴۸  |
| ۱۴.   | «مهتاب تر از باران» (سریال سایه آفتاب)    | افشین یداللهی  | علیرضا قربانی     | ۲:۱۵  |
| ۱۵.   | «آواز یک شب دلی» (سریال شب دهم)           | افشین یداللهی  | علیرضا قربانی     | ۲۳:۴۱ |
| ۱۶.   | «روایت انسان»                             | افشین یداللهی  | علیرضا قربانی     | ۵:۴۹  |
| ۱۷.   | «یار تو هستم»                             | افشین یداللهی  | علیرضا قربانی     | ۳:۵۲  |
| ۱۸.   | «چله عشق»                                 | افشین یداللهی  | علیرضا قربانی     | ۶:۳۴  |
| ۱۹.   | «لبه تاریکی» (سریال لبه تاریکی)           | افشین یداللهی  | احسان خواجه امیری | ۲:۲۸  |
| ۲۰.   | «مثل هیچ‌کس» (سریال مثل هیچ‌کس)             | افشین یداللهی  | احسان خواجه امیری | ۲:۵۸  |
| ۲۱.   | «خوش‌رکاب» (سریال خوش‌رکاب)                 | افشین یداللهی  | علی خلج           | ۲:۴۶  |

| خواننده                              | نام                                   | ترانه‌سرا      | آهنگ ساز         | تنظیم                  |
| ------------------------------------ | ------------------------------------- | ------------- | ---------------- | ---------------------- |
| علیرضا بلوری، مهرداد هویدا           | مسافری از هند                         | افشین یدالهی  | محمد مهدی گورنگی | محمد مهدی گورنگی       |
| بابک جهانبخش، سعید عرب، حسام کارآموز | سرود رسمی باشگاه فوتبال استقلال تهران | افشین یدالهی  | امید حاجیلی      |                        |
| قاسم افشار                           | کمکم کن (میون مرگ و زندگی)            | افشین یدالهی  | محمد مهدی گورنگی | محمد مهدی گورنگی       |
| مسعود خادم                           | فقط به خاطر تو (آخر این قصه)          | افشین یدالهی  | محمد مهدی گورنگی | محمد مهدی گورنگی       |
| قاسم افشار                           | فقط به خاطر تو                        | افشین یدالهی  | محمد مهدی گورنگی | محمد مهدی گورنگی       |
| احسان خواجه‌امیری                     | برای آخرین بار تیتراژ اول             | افشین یدالهی  | محمد مهدی گورنگی | محمد مهدی گورنگی       |
| احسان خواجه‌امیری                     | برای آخرین بار                        | افشین یدالهی  | احسان خواجه‌امیری | احسان خواجه‌امیری       |
| احسان خواجه‌امیری                     | لبخند اجباری                          | افشین یدالهی  | احسان خواجه‌امیری | احسان خواجه‌امیری       |
| احسان خواجه‌امیری                     | حس غریب                               | افشین یدالهی  | احسان خواجه‌امیری | احسان خواجه‌امیری       |
| احسان خواجه‌امیری                     | زمونه                                 | افشین یدالهی  | احسان خواجه‌امیری | احسان خواجه‌امیری       |
| احسان خواجه‌امیری                     | زمونه                                 | افشین یدالهی  | احسان خواجه‌امیری | احسان خواجه‌امیری       |
| احسان خواجه‌امیری                     | باور نمی‌کنم                           | افشین یدالهی  | احسان خواجه‌امیری | احسان خواجه‌امیری       |
| افشین سپهر                           | رفاقت (خط شکن)                        | افشین یدالهی  | محمد مهدی گورنگی | محمد مهدی گورنگی       |
| حمید فولادی                          | بایرام                                | افشین یداللهی | محمد مهدی گورنگی | محمد مهدی گورنگی       |
| احسان خواجه‌امیری                     | تمومش کن                              | افشین یدالهی  | احسان خواجه‌امیری | احسان خواجه‌امیری       |
| احسان خواجه‌امیری                     | جدایی                                 | افشین یدالهی  | احسان خواجه‌امیری | احسان خواجه‌امیری       |
| احسان خواجه‌امیری                     | خواب و بیداری                         | افشین یدالهی  | احسان خواجه‌امیری | احسان خواجه‌امیری       |
| احسان خواجه‌امیری                     | مسری                                  | افشین یداللهی | احسان خواجه‌امیری | احسان خواجه‌امیری       |
| احسان خواجه‌امیری                     | فصل بارونی                            | افشین یداللهی | پدرام کشتکار     | پدرام کشتکار           |
| احسان خواجه‌امیری                     | آرزوی خوب                             | افشین یداللهی | احسان خواجه‌امیری | بهنام خدارحمی          |
| احسان خواجه‌امیری                     | ترانه خونه                            | افشین یدالهی  | احسان خواجه‌امیری | بهنام خدارحمی          |
| احسان خواجه‌امیری                     | من بی تو                              | افشین یدالهی  | احسان خواجه‌امیری | امیر فتحی              |
| احسان خواجه‌امیری                     | بی‌کسی                                 | افشین یدالهی  | احسان خواجه‌امیری | امید حجت               |
| احسان خواجه‌امیری                     | خیال تو                               | افشین یدالهی  | پدرام کشتکار     | پدرام کشتکار           |
| احسان خواجه‌امیری                     | وقتی که نباشی                         | افشین یدالهی  | پدرام کشتکار     | پدرام کشتکار           |
| احسان خواجه‌امیری                     | شانس                                  | افشین یدالهی  | پدرام کشتکار     | پدرام کشتکار           |
| احسان خواجه‌امیری                     | رفتنی                                 | افشین یدالهی  | پدرام کشتکار     | پدرام کشتکار           |
| احسان خواجه‌امیری                     | انگار نه انگار                        | افشین یدالهی  | ایمان حجت        | ایمان حجت              |
| احسان خواجه‌امیری                     | فال                                   | افشین یدالهی  | احسان خواجه‌امیری | علی ثابت               |
| احسان خواجه‌امیری                     | تب تلخ                                | افشین یدالهی  | احسان خواجه‌امیری | علی ثابت               |
| احسان خواجه‌امیری                     | اتفاق                                 | افشین یدالهی  | احسان خواجه‌امیری | میثم مروستی            |
| احسان خواجه‌امیری                     | خلاصم کن                              | افشین یدالهی  | احسان خواجه‌امیری | هومن نامداری           |
| احسان خواجه‌امیری                     | آرزو کن                               | افشین یدالهی  | علیرضا افکاری    | هومن نامداری           |
| معین                                 | کنار تو                               | افشین یدالهی  | بابک زرین        | بابک زرین و عارف شکوری |
| معین                                 | دیوونگی نکن                           | افشین یدالهی  | عارف شکوری       | عارف شکوری             |
| معین                                 | وقتی چشات بارونیه                     | افشین یداللهی | بابک زرین        | عارف شکوری             |
| نیما مسیحا                           | دنیا با تو                            | افشین یدالهی  | سعید زمانی       | سعید زمانی             |
| همایون شجریان                        | آلبوم امشب کنار غزل‌های من بخواب       | افشین یداللهی | فردین خلعتبری    | کاوه عابدین            |
| پویا                                 | رهایی                                 | افشین یداللهی | حمیدرضا گلشن     | ایمان کی پیشینیان      |
| وحید تاج                             | یک روز می‌آیی                          | افشین یدالهی  | محمدرضا عزیزی    | پویا محمدی             |

## جوایز و افتخارات
- نامزد دریافت تندیس طلایی بهترین ترانه‌سرا بخش کارشناسی اولین جشن موسیقی ما[۲۶]
- تندیس طلایی بهترین ترانه‌سرا بخش کارشناسی چهارمین جشن موسیقی ما[۲۷]
- تندیس طلایی بهترین ترانه‌سرا بخش کارشناسی پنجمین جشن موسیقی ما[۲۸]
- دیپلم افتخار بهترین ترانه فیلم یا سریال شانزدهمین جشن حافظ برای تیتراژ مجموعه تلویزیونی معمای شاه[۲۹]